# Abrahám
Abrahám (in ungherese Ábrahám) è un comune della Slovacchia facente parte del distretto di Galanta, nella regione di Trnava.